# Misso
Misso (deutsch: Illingen) ist eine ehemalige Landgemeinde im estnischen Kreis Võru mit einer Fläche von 189,9 km². Sie hatte 615 Einwohner (1. Januar 2017). Misso liegt 38 km südsüdöstlich von Võru entfernt. 
Bei der Gemeindereform 2017 wurde die Gemeinde aufgelöst und auf die Landgemeinden Rõuge und Setomaa verteilt. Der größte Teil mit dem ehemaligen Hauptort Misso und den Dörfern Häärmäni, Hino, Horosuu, Hürsi, Käbli, Kärinä, Kaubi, Kimalasõ, Kiviora, Korgõssaarõ, Kundsa, Kurõ, Laisi, Mauri, Missokülä, Möldre, Muraski, Pältre, Parmu, Pedejä, Põnni, Pulli, Pupli, Rammuka, Rebäse, Ritsiko, Saagrimäe, Saika, Sakudi, Sandi, Sapi, Savimäe, Savioja, Siksälä, Suurõsuu, Tika, Tsiistre und Väiko-Tiilige kam zu Rõuge. Die Dörfer Hindsa, Koorla, Kossa, Kriiva, Leimani, Lütä, Määsi, Mokra, Napi, Põrstõ, Pruntova, Saagri, Tiastõ, Tiilige, Toodsi und Tserebi kamen zu Setomaa.
Die seenreiche Landschaft lädt zu Kanufahrten und Wanderungen ein.